# Ледовских, Константин Вячеславович
Константи́н Вячесла́вович Ледовски́х (12 июля 1972, Караганда) — советский, казахстанский и российский футболист, вратарь.

## Карьера
Воспитанник казахстанской школы футбола.
Начинал в карагандинском «Шахтёре» во второй лиге СССР, а после распада Советского Союза играл в Высшей лиге Казахстана в команде «Булат» из Темиртау.
Затем провёл два сезона в «Уралмаше» из Екатеринбурга, который в то время выступал в Высшей лиге России.
Сезон 94/95 играл в днепропетровском «Днепре», но закрепиться в основном составе не удалось. В 1997 Ледовских вернулся в Россию, в тульский «Арсенал», которому помог победить в зоне «Запад» Второй лиги и выйти в Первый дивизион.
На протяжении двух сезонов выступал за сочинскую «Жемчужину». После вылета команды во Вторую лигу перебрался в Астрахань. Затем играл в клубах из Челябинска, Находки и в сочинском «Сочи-04».
В 2000 году провёл единственный матч за сборную Казахстана против команды ОАЭ.
Также отметился участием в чемпионате России по пляжному футболу в составе команды «Сочи».
После завершения футбольной карьеры вернулся в Казахстан, где год проработал тренером вратарей в «Окжетпесе» из Кокшетау, который тренировал его отец Вячеслав Ледовских.

## Достижения
- Бронзовый призёр чемпионата Украины (1): 1994/95